# Affen von Silver Spring

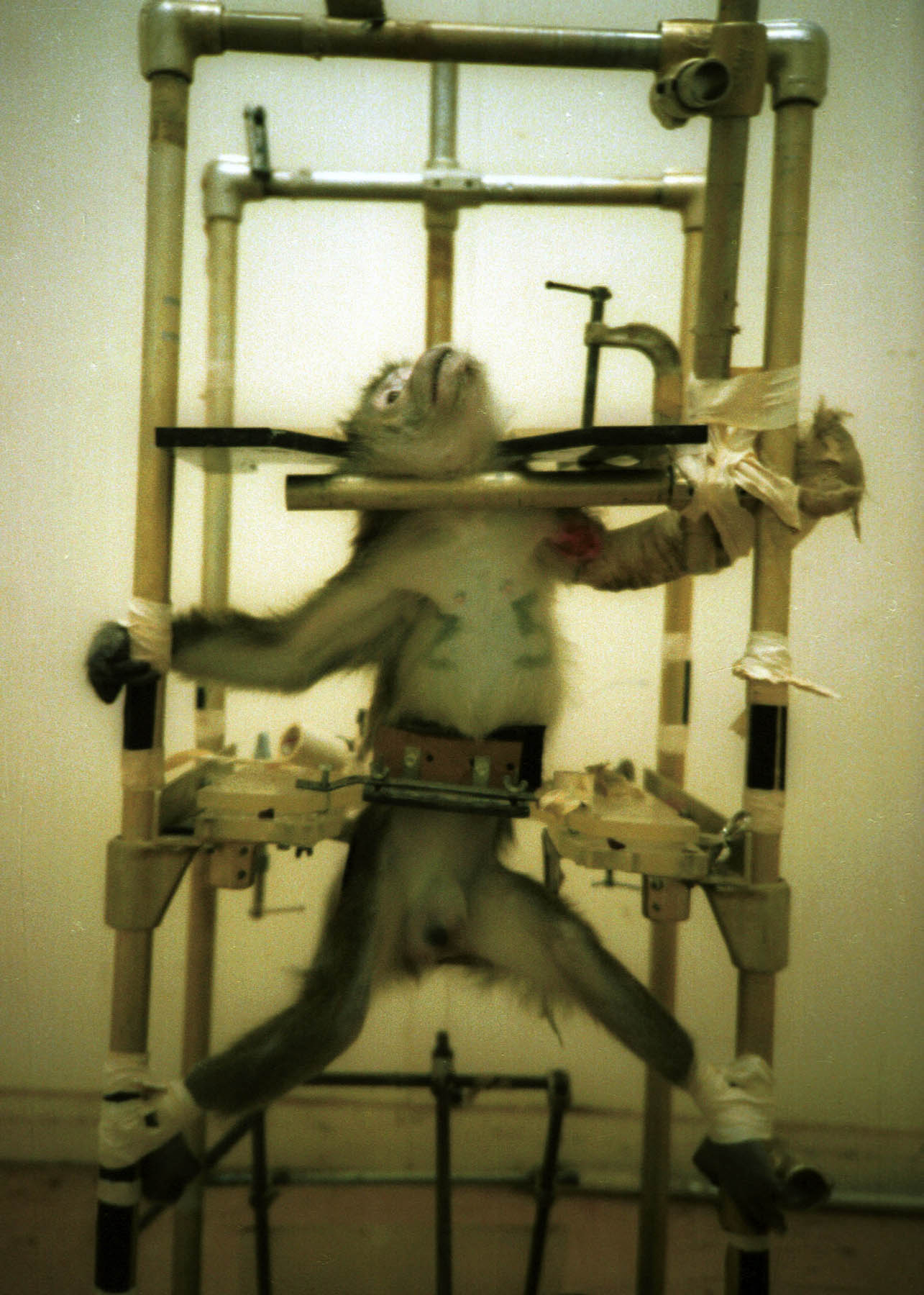
Die Veröffentlichung dieses Fotos durch PETA im Jahr 1981 löste die öffentliche Kontroverse um die Silver Spring Monkeys aus und wurde in der Tierversuchsdebatte der USA zu einer Ikone. Das Bild zeigt Domitian in einer für die Experimente typischen Haltevorrichtung.

Die Silver-Spring-Affen waren eine Gruppe von 17 philippinischen Makaken, die am Institut für Verhaltensforschung in Silver Spring (Maryland, USA) lebten. In den 1980er Jahren wurden sie durch eine Auseinandersetzung zwischen Forschern, Tierschützern, verschiedenen Gerichten und Politikern zu den „wohl berühmtesten Labortieren der Geschichte.“ Die Versuche fielen in das Gebiet der neuronalen Plastizität, wo erforscht wird, wie sich das Gehirn von Primaten etwa nach Unfällen durch Therapie reorganisieren kann.
Der Psychologe Edward Taub durchtrennte dafür in der betreffenden Versuchsreihe zunächst Teile des Spinalganglions derart, dass die Tiere Arme oder Beine nicht mehr wahrnehmen konnten. Aus Beobachtungen war bekannt, dass derart geschädigte Menschen nicht in der Lage waren, diese Körperteile zu benutzen, und es gab seinerzeit keine neurologische Erklärung dafür. Taub untersuchte die behavioristische Hypothese, dass diese Nichtbenutzung ein erlerntes Verhalten sei. Zur Überprüfung nutzte er selbst gebaute Haltevorrichtungen, Elektroschocks oder Nahrungsmittelentzug, um die Tiere zu zwingen, die Körperteile, die sie nicht mehr fühlen konnten, zu benutzen.
Alex Pacheco trat, nachdem er Europa bereist und seine Studien in den USA wieder aufgenommen hatte, als Aktivist der Gruppe People for the Ethical Treatment of Animals (PETA) bei, die damals etwa 20 Mitglieder hatte. Mit ihnen beschloss er, verdeckt an Taubs Institut zu arbeiten. Nach einer Weile wies er die Polizei auf die Lebensumstände der Affen hin und löste damit die weltweit erste Razzia in einem Tierversuchslabor aus. Taub wurde in der Folge wegen 17-facher Tierquälerei und wegen des Versäumens, tierärztliche Pflege bereitzustellen, angeklagt. In sechs Fällen wurde er zunächst verurteilt. Fünf davon wurden in einer Nachverhandlung zurückgewiesen. Die Verurteilung im sechsten Fall wurde in der Revision für nichtig erklärt, weil das Gericht feststellte, dass das Marylander Tierschutzgesetz auf staatlich finanzierte Labore nicht anzuwenden sei.
Nach dem zweijährigen Streit um Taubs Schuld bezüglich der Tierquälerei folgten weitere acht Jahre der juristischen Auseinandersetzung um den weiteren Verbleib der Tiere. Das führte zu einer landesweiten Debatte und zu einem 1985 bewilligten Zusatz zum Animal Welfare Act. Die Organisation PETA wuchs während dieser Zeit auf 400.000 Mitglieder mit einem jährlichen Spendenaufkommen von 5 Millionen Dollar an. Andere Vereine verzeichneten ebenfalls großen Zulauf, und die erste Zelle der nordamerikanischen Animal Liberation Front wurde gebildet. Ferner war es der erste Tierschutzfall, der von dem Obersten Gerichtshof verhandelt wurde. PETA versuchte dort zu erwirken, dass ihr die Obhut über die Affen übertragen werde. Die letzte Klage in dem Fall wurde 1991 zurückgewiesen und die verbliebenen Tiere wurden kurz darauf getötet.
In der darauffolgenden Obduktion wurde festgestellt, dass die Großhirnrinde der mutilierten Affen im Gegensatz zur Kontrollgruppe signifikante Veränderungen aufwies. Die Resultate der Experimente standen damit im Widerspruch zu der allgemein geteilten Annahme, dass das Gehirn von Primaten sich nicht selbst reorganisieren könne. Die Ergebnisse der Versuche halfen dabei, diese Annahme zu überwinden.
Nachdem Taub einige Jahre lang Morddrohungen erhalten hatte und auch keine Anstellung an einer wissenschaftlichen Einrichtung gefunden hatte, bekam er einen Ruf an die University of Alabama at Birmingham. Ausgehend von dem Konzept der Neuroplastizität entwickelte er dort die Constraint-induced movement therapy, die einigen menschlichen Betroffenen von Schlaganfällen die erneute Benutzung gelähmter Körperteile ermöglicht.

## Hintergründe und Vorgeschichten
Edward Taub ist ein Verhaltensforscher, der gegenwärtig (2022) an der Universität von Birmingham forscht. Während seiner Studien der Philosophie an der Colombia University begann er sich für behavioristische Ansätze zu interessieren. Sein weiteres Studium absolvierte er bei Fred S. Keller und William N. Schoenfeld, beides experimentelle Psychologen. Er nahm eine Stelle in einem Labor an, um das Nervensystem besser verstehen zu können. Dort wurde er zuerst mit „Deafferentation“ vertraut gemacht. Ein Afferenter Nerv ist ein Nerv, der Impulse von Sinnesorganen über das Rückenmark ins Gehirn führt; Deafferentation ist ein chirurgisches Verfahren, das das Rückenmark frei legt und bestimmte afferente Nerven durchtrennt. Die Betroffenen können dann die entsprechenden Körperteile nicht mehr wahrnehmen und verlieren auch das Gefühl dafür, wo diese sich räumlich befinden. In dem Gerichtsverfahren von 1981 sagte Taub aus, dass deafferentierte Affen extrem betreuungsintensiv seien, weil sie deafferentierte Körperteile als Fremdobjekte identifizieren und diese verstümmeln, etwa indem sie sie abkauen. Taub setzte seine Arbeit an deafferentierten Affen an der New York University fort und erlangte dort 1970 seine Doktorwürde. In dem, was er als Grundlagenforschung bezeichnete, führte er eine Vielzahl von Versuchen an deafferentierten Affen durch: Er deafferentierte teilweise den ganzen Körper oder deafferentierte Embryonen vor der Geburt, um sie danach wieder in den Uterus einzusetzen.
Als Taub seine Forschungen begann, war es eine wissenschaftlich vorherrschende Auffassung, dass Primaten Körperteile, die sie nicht fühlen konnten, grundsätzlich auch nicht benutzen könnten. Nach Norman Doidge war es Taubs Vermutung, dass Patienten gelähmte Körperteile nicht benutzten, weil die Benutzung gesunder Körperteile viel einfacher sei. Taub nannte dieses Phänomen eine „erlernte Nichtbenutzung“. Er testete diese Vermutung, indem er beispielsweise einen Arm deafferentierte und dann den funktionierenden Arm in einer Vorrichtung fixierte. Die betroffenen Affen nutzen dann mehrfach die tauben Arme, um sich zu ernähren oder zu bewegen. Diese Vermutung bestätigten auch viele weitere Experimente, in denen beide Arme oder die ganzen Körper „taub gestellt“ wurden. Wenn die Tiere durch Nahrungsentzug oder Elektroschocks gezwungen wurden, taube Körperpartien zu benutzen, taten sie das auch.

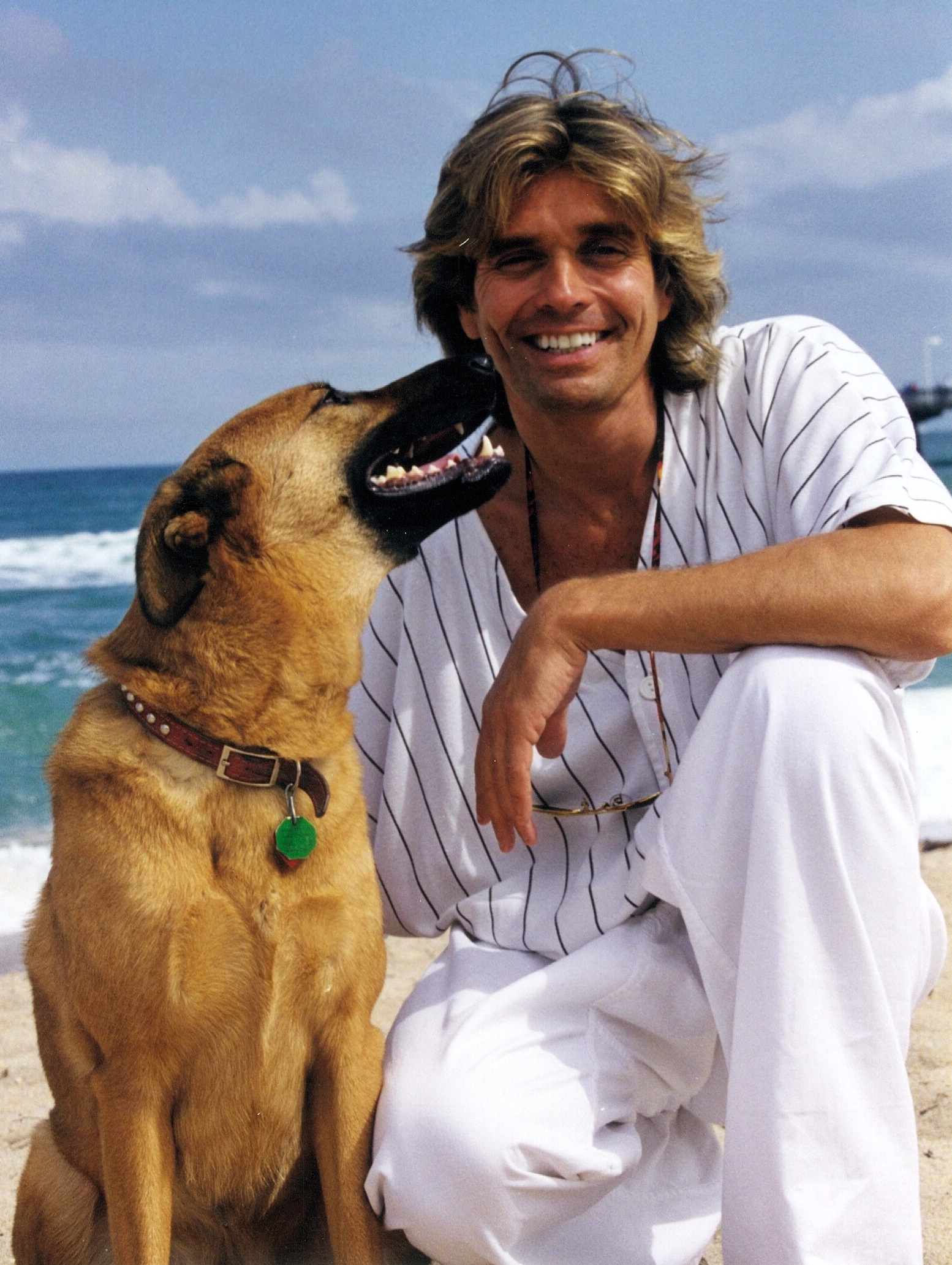
Pressefoto von Pacheco (2010)

Alex Pacheco wuchs in Mexiko und Ohio auf, war Kind eines Arztes und arbeitete zunächst auf ein Priesteramt hin. Er besuchte in den 1970er Jahren ein Schlachthaus und änderte daraufhin sein Leben. Er las Peter Singers Buch Animal Liberation (1975), ernährte sich zunächst vegetarisch und wurde ein Aktivist für Tierrechte. Er heuerte auf einem Anti-Walfang-Schiff der Sea Shepherd an und trat nach einigen Jahren auf See der Hunt Saboteurs Association (Gesellschaft für Jagdsabotage) in England bei. Als er in erster Linie wegen des auslaufenden Visums in die Vereinigten Staaten zurückkehrte, trat er ein Studium der Politikwissenschaften an der Washington University an. Er traf dort im März 1980 auf Ingrid Newkirk, die die Gruppe People for the Ethical Treatment of Animals leitete. Sie beschlossen, eine Dokumentation zu öffentlich finanzierten Tierversuchslaboren zu erstellen, und trafen bei der Recherche auf Taubs Institut. Taub bot Pacheco eine unbezahlte Stelle an, bei der er der Studentin Georgette Yakalis zuarbeiten sollte und die er im Mai 1981 antrat.
An dem Institut führte Taub Deafferentationsexperimente an 16 Javaneraffen und an einer Rhesusmakakin durch. Die Tiere waren etwa 40 cm groß und jeweils in einem Einzelkäfig mit den Abmessungen 45 × 45 cm untergebracht. Die Käfige enthielten keine Schlafgelegenheit, Einstreu oder Beschäftigungsmöglichkeiten. Die Käfige standen in einem fensterlosen und ständig beleuchteten Raum von 5 m². Pacheco schreibt, dass 12 der 17 Affen wenigstens einen deafferentierten Arm hatten. Dem Journal Laboratory Primate Newsletter zufolge betraf dies 10 Affen. Die verbleibenden Tiere waren eine Kontrollgruppe.
Die Forscher nannten die Affen Chester, Paul, Billy, Hard Times, Domitian, Nero, Titus, Big Boy, Augustus, Allen, Montaigne, Sisyphus, Charlie, Brooks, Hayden, Adidas und Sarah. Sarah wurde als ein Tier der Kontrollgruppe von einem Händler der Litton Laboratories gekauft, als sie einen Tag alt war. Sie lebte von diesem Tag an acht Jahre lang am Institut. Paul war der älteste der Affen. Ihm wurden beide Arme deafferentiert. Er hatte alle seine Finger an der einen Hand abgekaut und Haut sowie Fleisch vom Handballen gekaut, sodass die Knochen frei lagen.

## Durchsuchungen und Anklageerhebungen
Pacheco schrieb später, dass er die Affen in dreckigen Umständen wiederfand. Er fand gefrorene Körper in einer Kühltruhe und andere eingelegt in Formaldehyd. Er berichtete, dass überall im Operationssaal Dinge verstreut lagen wie Schuhe, schmutzige Klamotten sowie Kot und Urin. Die Käfige waren mit einer Dreckschicht überzogen. Die Exkremente häuften sich am Boden oder unter den Käfigen. Urin und Rost sammelten sich an jeder Oberfläche. Die Affen langten nach Nahrung, die durch die Gitterstäbe auf den Boden in die Exkremente gefallen war. Er meinte, die Käfige seien monatelang nicht gereinigt worden, es gab kein Geschirr, das den Affen ermöglicht hätte, ihr Essen von den Exkrementen zu trennen. Die Affen hatten keine Möglichkeit der Beschäftigung, als auf den drahtigen Böden der Käfige zu sitzen. Francione erwähnt zusätzlich, dass Taub eine amputierte Affenhand als Briefbeschwerer benutzte.

„Wenn jemals ein Verband angelegt wurde, wurde er später niemals gewechselt, ganz gleich, wie schmutzig er wurde. Verbände blieben, bis sie so verfaulten, dass sie vom verletzten Glied abfielen. Alte, verrottete Verbandreste klebten am Käfigboden, wo sie Urin und Kot aufsaugten. Die Affen litten auch an einer Vielzahl von Wunden, die sie sich selbst zugefügt hatten oder die von anderen Affen, die aus dem Nachbarkäfig herüberlangten, verursacht worden waren. Ich sah verfärbtes, freiliegendes Muskelgewebe an ihren Armen. Bei zwei Affen waren die Knochen durch das Fleisch nach außen gedrungen. Mehrere hatten ihre eigenen Finger abgebissen und zeigten jetzt eiternde Stummel, die sie mir entgegenhielten, als ich heimlich Obst aus der Tasche zog. Mit diesen jämmerlichen Gliedern durchsuchten sie den fauligen Dreck in ihren Abfallwannen nach etwas Essbarem.“

Pacheco beschloss, die Zustände zu dokumentieren, und bat darum, nachts arbeiten zu können. Taub war fasziniert von Pachecos Engagement und überließ ihm sogar Schlüssel für das Labor. Pacheco fertigte Fotos an und teilte diese mit einigen Tieraktivisten, darunter auch Cleveland Amory, die ihm bessere Ausrüstung spendierte und in den folgenden Nächten den Außenbereich des Instituts beobachtete, während Pacheco innen fotografierte. Im August lud Pacheco Tierärzte und Wissenschaftler in das Labor ein, um die Zustände bezeugen zu können. Darunter war Geza Teleki, der in der Folge für die Washington Post schrieb, er habe noch nie ein so schlecht gepflegtes Labor gesehen. Der Psychologe Donald Barnes schrieb in demselben Artikel, es handle sich um ein „miserables und ungesundes Umfeld für die Affen“ und eine gesundheitliche Gefahr für Menschen. Ein ansässiger Tierarzt, Richard Weizman, stimmte zu, dass das Labor sehr verwahrlost war, meinte aber, die Affen seien gut ernährt und erfreuten sich „ganz passabler Gesundheit“.
Pacheco zeigte die Zustände dann bei der Polizei von Montgomery an und erwirkte damit eine Razzia auf der Grundlage des Marylander Tierschutzgesetzes, die am 11. September 1981 stattfand. PETA gab im Vorfeld entsprechende Hinweise an die Presse heraus, sodass die Razzia von Journalisten und Kamerateams begleitet wurde, sehr zur Irritation der Beamten. Die Polizisten sagten später aus, dass die Affen unter dreckigen Umständen lebten. Richard Sawin, der die Razzia leitete, erzählte 1991 der Washington Post: „Es war einfach nur dreckig und so unwahrscheinlich schmutzig, wie ich es noch nie erlebt habe. Ich habe bereits viele Durchsuchungen durchgeführt. Ich war in Mordfälle, der Drogenszene und in Fälle von Zuhälterei involviert, doch das war das erste Mal, dass ich mir um meine eigene Gesundheit ernsthaft Gedanken machte, nur weil ich in diesem Raum war.“ Taub wurde in der Folge wegen 17-facher Tierquälerei angeklagt.
Die Polizei brachte die Affen in den Keller eines Hauses, das Lori Kenealy vom ansässigen Tierschutzverein (Humane Society) gehörte. Peter Carlson beschrieb in der Washington Post, dass die Affen Spielzeuge hatten, sich mit den Zahnbürsten der Aktivisten kämmten, eine 24-stündige Betreuung bekamen und tagsüber Seifenopern im Fernsehen schauten. Taubs Anwälte gingen vor Gericht und verlangten, dass ihm die Affen herausgegeben würden. Zehn Tage nach der Razzia gab ein Richter diesem Antrag statt. Doch die Affen waren in der Zwischenzeit, wie Carlson schreibt, „verschwunden“. Kenealy war zu der Zeit des Verschwindens nicht zu Hause und erklärte, von nichts zu wissen. Sawin verhaftete sie daraufhin und sperrte sie ein. Den Aktivisten von PETA wurde daraufhin erklärt, dass man ohne die Affen als „Beweismittel“ Taub nicht werde verfolgen können. Einige Tage später tauchten die Affen dann wieder auf und wurden nach kurzen Verhandlungen der Polizei ausgehändigt. Nach einer Anordnung von Richter J. Cahoon wurden die Affen an Taub übergeben, was eine öffentliche Szene auslöste. In dieser Zeit starb ein Affe, Charlie, an dem, was Taub einen „Herzinfarkt“ nannte und was Francione als „dubiöse Umstände“ beschrieb. Eine polizeiliche Untersuchung bezüglich der Todesursache blieb ergebnislos, weil dem Leichnam mehrere Organe entnommen worden waren.
Taub äußerte öffentlich Verärgerung über die Angelegenheit. Er behauptete, das Labor sei sauber gewesen, bevor er sich in die Ferien verabschiedet habe. Pacheco habe es versäumt, die Käfige rein zu halten und die Tiere zu pflegen, um das Labor auf einer falschen Grundlage öffentlich bloßzustellen. Während Taubs zweieinhalbwöchiger Ferien seien beide Pfleger an sieben Tagen, an denen die Käfige gereinigt werden sollten, nicht zur Arbeit erschienen. Die statistische Wahrscheinlichkeit für so ein Ereignis liege, aufgrund früherer Aufzeichnungen zur Anwesenheit der beiden, bei 7 zu einer Milliarde. An drei dieser Tage organisierte Pacheco nachweislich Personen, die die Affen pflegten. Taubs Assistent und Doktorand John Kunz sagte aus, die Pfleger hätten die Gelegenheit von Taubs Ferien ausgenutzt, um selbst etwas Freizeit zu haben.
Während der Gerichtsverhandlung im Oktober und November 1981 sagte Taub vor Gericht aus, dass die Affen „pfleglich“ behandelt worden seien und sich „bemerkenswerter Gesundheit“ erfreuten. Er erkannte an, dass die Tiere seit zwei Jahren nicht mehr tierärztlich untersucht wurden, weil er selbst ein Experte für die Behandlung von Affen sei. In Antwort auf die Dokumentation, die offene Wunden und verwahrloste Bandagen der Tiere zeigte, sagte er aus, dass eine Behandlung der Wunden mehr Gefahren für die Tiere berge. Eine Behandlung wecke das Interesse der Tiere für die Körperpartien, die sie eigentlich nicht fühlen konnten. Dadurch würden sie sich weitere Verletzungen zufügen. Bandagen seien teilweise notwendig, um ein unkontrolliertes Ausbreiten oder Entzündungen der Wunden zu verhindern, und oft sei es besser gewesen, die Bandagen verwahrlosen zu lassen, als sie zu wechseln. Taub sagte ferner aus, Pacheco habe einige Fotografien gestellt, um einen dramatisierenden Effekt zu erzielen. Einige Fotos zeigten die Affen in Positionen, die nicht Teil seiner Untersuchungen seien. Pacheco wies diesen Vorwurf zurück und PETA klagte erfolgreich auf Unterlassung gegen die Washington Post wegen eines Artikels, der diese Unterstellung enthielt. Eine weitere Klage gegen den Wissenschaftler Peter Gerome wurde außergerichtlich zu geheimen Bedingungen beigelegt.
Hinsichtlich des Schmutzes sagte Taub, „Ein Affenzimmer ist ein dreckiger Ort.“ Es sei normal, dass in einem Tierversuchslabor Fäkalien auf dem Boden liegen und Essen dort hinein falle. Seine Angestellten hätten das Labor fast täglich mit Mopps und Besen gereinigt. Den Affen seien täglich frische Früchte gegeben worden, und er widersprach den tierärztlichen Gutachten der Anklage, dass die Affenfrau Sarah untergewichtig sei.
Die National Institutes of Health (NIH), die Taubs Forschungen finanzierten, setzten ausstehende Zahlungen in Höhe von 115.000 US-Dollar aus. Sie starteten eigene Ermittlungen und baten das Office for the Protection from Research Risks (OPRR) darum, Taubs Labor zu untersuchen. Das OPRR erklärte dann, dass die Fürsorge für die Tiere mangelhaft gewesen sei, und erkannte ein signifikantes Gesundheitsrisiko. Auf der Basis dieses Berichts setzte die NIH weiter verbleibende 200.000 Dollar an ausstehenden Zahlungen aus und begründete diesen Schritt mit der Verletzung von Tierschutzstandards. William Raub und Joe Held schrieben als Angestellte der NIH im Neuroscience Newsletter 1983, dass deafferentierte Affen, die die NIH seit Mai 1981 in eigenen Laboren hielt und denselben Experimenten unterzog, keine vergleichbaren Läsionen aufwiesen. Sie schrieben weiter: „Auf der Basis dieser Beobachtungen scheint es uns, dass sich Frakturen, Verrenkungen, Einstiche, Quetschungen, Abrasionen mit anschließender Infektion, akute und chronische Entzündungen sowie Nekrosen nicht als unvermeidliche Konsequenz aus Deafferentationen ergeben.“
Nach der Berufungsverhandlung setzten sich 67 Berufsverbände öffentlich für Taub ein, und die NIH revidierten ihre Entscheidung, seine Forschungen nicht zu finanzieren. 1991 erklärte David Hubel in Reaktion auf den PETA-Film, der die Wundenforschung der University of Pennsylvania dokumentiert, mit Bezug auf die Silver-Spring-Affen, dass diese Forschungen aus wissenschaftlicher Sicht Sinn ergeben und die beteiligten Personen nicht grausam seien. Es habe zur Zeit der Silver-Spring-Affen „nur laxe Standards“ gegeben, die mit der heutigen Situation nicht vergleichbar seien.

## Gerichtsverfahren
Gary L. Francione, der PETA in einigen Verfahren juristisch vertrat, schätzte die Fälle rückblickend als sehr lehrreich ein in Bezug auf die US-amerikanische Tierrechtsbewegung wie auch auf die rechtlichen Strukturen, mit denen sich die Bewegung konfrontiert sah.

### Erstes Verfahren (Oktober 1981)
Nach den Berichten von Peter Carlson war wohl so ziemlich jeder Aspekt des ersten Verfahrens 1981 kontrovers, und die Gutachter beider Seiten widersprachen einander heftig. Die Anklage erklärte, Taubs Labore seien dreckig und eine Gefahr für die Gesundheit. Dafür führten sie Polizeiberichte und Zeugenaussagen an. Taub berief sich darauf, dass das Labor kaum dreckiger als andere sei. Er brachte ebenfalls Polizeiberichte und Zeugen bei, die diese Sicht bestätigten. Tierärzte der Anklage meinten, Taubs Unterlassung, die Wunden der Tiere zu bandagieren, habe ihre Gesundheit „unnötig gefährdet“. Die Tierärzte der Verteidigung, darunter zwei, die die gleichen Experimente an anderen Einrichtungen durchgeführt hatten, sagten, dass eine Bandage die Affen dazu veranlasst hätte, ihre eigenen Körperteile anzugreifen. Dem Gericht wurden ferner 70 Fotografien vorgelegt, zu denen Angestellte des Labors aussagten, sie hätten das Gebäude nie in diesem Zustand gesehen. Der Richter Stanley Klavan befand Taub daraufhin der sechsfachen Tierquälerei für schuldig. In den anderen 11 Anschuldigungen sprach er Taub frei und verhängte eine Strafe von 3000 Dollar. Taubs Assistent John Kunz wurde in allen 17 Fällen für schuldig befunden.

### Zweites Verfahren und Berufungsverhandlung (1982 und 1983)
Nach einer zweiten Verhandlung im Juni 1982 wurde Taub von einer Jury am Montgomery County Circuit Court in weiteren 5 Fällen freigesprochen. Die Jury hielt die Verurteilung im Falle des Affen Nero aufrecht, dessen Arm wegen der Verletzungen amputiert werden musste. Taubs Reststrafe betrug 500 Dollar.
Dieses Urteil wurde in der Revision aufgehoben. Das Gericht folgte dabei einer Argumentation, die die verteidigenden Anwälte selbst nicht vorgelegt, sondern nur mündlich angemerkt hatten. Francione kommentierte dieses Vorgehen als äußerst ungewöhnlich. Dem Gericht zufolge sei das Marylander Tierschutzgesetz nicht anwendbar. Einerseits enthielt es keine explizite Ausnahme für Tierversuche. Andererseits betrifft es nur solche Leiden, die „unnötig“ oder „nicht zu rechtfertigen“ seien. Das Gericht argumentierte in dem Urteil, dass der Gesetzgeber von den Umständen der Vivisektion gewusst haben muss, und an anderer Stelle sei im Gesetz vermerkt, dass das Zufügen von Leiden bei der Vivisektion „nebensächlich und unvermeidlich“ sei. In der Folge wurde vom Gesetzgeber ein Zusatz zum Marylander Tierschutzgesetz beschlossen, der explizit auch Versuchstiere einbezieht. Maryland war damit der einzige Staat mit einer entsprechenden Richtlinie. Einige wenige Staaten schließen Vivisektion explizit als Geltungsbereich der Anti Cruelty Statutes aus. Die meisten machen dazu keine Aussage.

### Streit um die Obhut der Affen
Was zunächst nach einem Abschluss des Falles aussah, entwickelte sich in den folgenden Jahren zu einem längeren Rechtsstreit um die Obhut der Affen.
Zunächst strengten zwei Vereine Klagen an, um das United State Department for Agriculture (USDA) und die NIH zu verpflichten, das bundesweite Tierschutzgesetz in der Causa Taub durchzusetzen: der Fall Humane Society of the United States v. State und der Fall Fund for Animals v. Malone. Beide Klagen wurden abgewiesen mit der Begründung, dass Einzelpersonen nicht in die Exekutivbefugnisse des USDA und der NIH eingreifen können.
Kurz nach der Entscheidung in dem Strafverfahren nach dem Marylander Tierschutzgesetz riefen PETA und weitere Vereine die zivilen Gerichte an, um Eigentumsrechte an den Affen zu erstreiten. Das Verfahren am State Court von Maryland wurde relativ schnell an das Federal Court weitergereicht. Dort wurde die Klage abgewiesen, weil die Organisationen kein Standing hätten, also nicht direkt selbst betroffen waren. Die Vereine riefen daraufhin das United States Court of Appeals an (4th circuit). Auch dieses Gericht verneinte ein Standing, mit der Begründung, „[d]ie freiwilligen Bemühungen können kein eigenes Interesse an den Affen begründen, die weiterhin als Eigentum des IBR und in der Obhut der Marylander Polizei verblieben“. Ein persönliches Interesse der Vereine an einer „zivilisierten und humanen Behandlung“ der Affen sei analog zu der Entscheidung in dem Fall Sierra Club v. Morton nicht gegeben. Das dritte Argument der Vereine, dass die persönliche Beziehung der Aktivisten zu den Affen zerstört würde, wenn diese an das IBR zurückkehrten, wurde mit dem Argument zurückgewiesen, dass „ungleich zu dem Fall Sierra Club die Kläger die Affen nicht besuchen könnten, wenn das IBR gezwungen werde, sich an alle Gesetze zu halten.“
Die Affen waren inzwischen, entgegen Versprechen der Behörden, an Taub ausgehändigt worden, der sie den NIH übergab. Die NIH standen unter großem politischen Druck, und unter den Forschungszentren gab es wenig Bereitschaft, sich eine „politische Bombe“ ins Haus zu holen. Schließlich wurden die Affen im Juni 1986 in das Tulane National Primate Research Center in Covington Louisiana (den NIH zugehörig) gebracht, wo sie weiter im Eigentum von Taub verblieben. In einer Erklärung an den Kongress erklärte das Center, es habe dabei das Wohl der Affen im Sinn, die hier die Möglichkeit hätten, im Freien zu leben und das „milde Klima Louisiana genießen“ könnten. Man erkenne an, dass die Affen „Ihren Beitrag zur Forschung geleistet“ hätten, und man habe außerdem „keine Kenntnis von geplanten invasiven Versuchen, für die diese Tiere geeignet wären“. Die Betreiber der Schutzgebiete Moorpark College (Kalifornien) und Primarily Primates (Texas) boten im Vorfeld an, die Affen dauerhaft aufzunehmen, was von den NIH zurückgewiesen wurde. Die NIH argumentierten, dass Taub bzw. das IBR Eigentümer sei, und das IBR weigerte sich aus grundsätzlichen Überlegungen, mit den Aktivisten zu verhandeln. Das IBR versuchte zwar, die Eigentumsrechte an die NIH abzutreten (so dass diese die Affen an ihrer Stelle weggeben konnten), was aber von den NIH abgelehnt wurde.
Eine Gruppe von Forschern um Mortimer Mishkin (NIH) interessierte sich für die Veränderungen in den Gehirnen der verbliebenen Affen. Sie argumentierten, dass ihr Zustand wegen der politischen Umstände weltweit einzigartig sei. Taubs ursprünglicher Versuchsplan hätte längst die Tötung der Affen vorgesehen. Nun habe man aber eine Gruppe von Tieren, die über Jahrzehnte mit deafferentierten Körperteilen gelebt haben und teilweise mit Haltevorrichtungen behandelt wurden. Mishkin war Mitglied des Boards, das über die Bewilligung von Taubs Geldern entschied. Bei der Entscheidung nach der Razzia, Zahlungen an Taub auszusetzen, stimmte er als einziger dagegen. Das Experiment sollte von der Lobbyorganisation Biomedical Research Defend Fund finanziert werden.
PETA erwirkte eine einstweilige Verfügung vor dem Louisiana State Court, die die Versuche untersagte. Die NIH berief sich auf 28 USC § 1442(a)(1) (1988) und hob die Verfügung auf. Der Streit ging erneut durch mehrere Instanzen bis zum obersten Gerichtshof, der die Klage wegen fehlenden Standings zurückwies. Die Versuche an Augustus, Domitian und Big Boy Mitte 1990 sowie an Allen und Titus im August 1991 ergaben dann, dass sich die Großhirnrinde der deafferentierten Tiere gegenüber gesunden Tieren „massiv“ verändert hatte. Die damals vorherrschenden Modelle konnten diese Reorganisation nicht erklären und mussten überdacht werden.